# Арсентьев, Фрэнсис
Фрэ́нсис Арсе́нтьев (урождённая Я́рбро, по первому мужу Дисте́фано; англ. Francys Yarbro Distefano-Arsentiev, 18 января 1958, Гонолулу, Гавайи, США — 24 мая 1998, Джомолунгма) — американская альпинистка, супруга российского альпиниста Сергея Арсентьева. Первая женщина в истории США, совершившая восхождение на Джомолунгму (Эверест) без дополнительных источников кислорода. Погибла во время спуска с вершины при драматических обстоятельствах.

## Знакомство с Сергеем Арсентьевым
Фрэнсис Дистефано и Сергей Арсентьев познакомились в 1991 году, когда Фрэнсис встретилась с участниками экспедиции альпклуба «Высотник», спустившимися отдохнуть из базового лагеря под Чо-Ойю. В то время Дистефано, помимо увлечения альпинизмом, работала агентом по недвижимости в штате Колорадо. Ей предложили принять участие в экспедиции клуба на Аннапурну, и она согласилась. Ранее Фрэнсис была замужем за Джо Дистефано, от которого у неё был сын Пол.

## Обстоятельства гибели
Супруги Арсентьевы, совершавшие восхождение в составе российской экспедиции, проведя на высоте 8200 м трое суток, вышли на восхождение и покорили вершину Эвереста 22 мая 1998 года в 18:15. Во время спуска Фрэнсис потерялась, и Арсентьев спустился в лагерь без неё. В последующие несколько дней мимо Фрэнсис прошла узбекская экспедиция, участники которой попытались помочь ей, пока совсем не устали. Спускаясь, они встретили Сергея и сообщили ему, что видели его жену. Пошедший на поиски супруги с кислородными баллонами Сергей пропал, его тело было обнаружено много позже. Альпинисты Иэн Вудолл и Кэти О’Дауд пытались помочь Фрэнсис. Они провели с ней несколько часов. Как утверждают альпинисты, Фрэнсис всё время повторяла: «Не оставляйте меня». Однако спасти её было уже невозможно — Фрэнсис была в тяжёлом состоянии от гипотермии и отморожений. Фактических свидетелей смерти Фрэнсис не установлено.
В 2007 году Вудолл организовал специальную экспедицию, в ходе которой дошёл до тела Фрэнсис, обернул его в американский флаг и убрал со склона, сбросив её тело в пропасть.
Попытку покорить Эверест без дополнительного кислородного оборудования супруги Арсентьевы предприняли сознательно. Это изначально было впечатляющим, но чрезвычайно опасным предприятием.

Вот разберём случай с Арсентьевым и Френсис. Они два раза пытались выходить из лагеря на 8300. Один раз фонари замёрзли, в другой раз ещё что-то случилось. Надо было спуститься для отдыха, а они там просидели дней пять! Пытались сэкономить силы. Но на такой высоте восстановиться нельзя — силы тают, каким бы акклиматизированным ни был. Тем более что сидели они там без кислорода.— Дмитрий Туманов